# Katie Stevens
Katherine Mari Stevens, detta Katie (Southbury, 8 dicembre 1992), è un'attrice e cantante statunitense.

## Biografia e carriera
Katie Stevens è cresciuta a Middlebury, con i genitori Mark e Clara Stevens. Nel giugno 2010 si è diplomata alla Pomperaug High School di Southbury. La Stevens ha origini portoghesi da parte di madre e parla portoghese.
Nel 2009 partecipa alle audizioni di American Idol cantando "At Last" di Etta James. Ottiene l'ottavo posto e, dopo la sua eliminazione, partecipa a diversi talk show, tra cui l'Ellen Degeneres Show, dove canta "Over the Rainbow", e il David Letterman Show. Ha ottenuto il ruolo di Karma Ashcroft nella serie tv Faking It di MTV, in onda dal 22 aprile 2014. Nel 2017 prende parte a "The Bold Type" nel ruolo di Jane.
Ha recitato anche in alcuni musical, tra cui High School Musical, The Wizard of Oz e Bare.
Nel 2015, ha recitato in CSI: Immortality interpretando la figlia di Catherine, Lindsay Willows.

## Filmografia

### Cinema
- Bare: A Pop Opera (2013)
- Friends and Romans (2014)
- Polaroid, regia di Lars Klevberg (2019)
- Haunt - (La casa del terrore), regia di Scott Beck e Bryan Woods (2019)

### Televisione
- Faking It - Più che amiche (Faking It) – serie TV, 38 episodi (2014–2016)
- I'll Bring the Awkward – serie TV, 1 episodio (2015)
- CSI- scena del crimine – serie TV, 1 episodio (2015)
- The Bold Type – serie TV, 52 episodi (2017–2021)
- Dolly Parton's Heartstrings – serie TV, 1 episodio (2019)
- The Disney Family Singalong: Volume II – speciale TV (2020)
- Celebrity Family Feud – serie TV, episodio: The Bold Type vs. RuPaul's Drag Race (2020)

### Programmi TV
- American Idol (stagione 9 – 2010), ottavo posto

### Videoclip
- "How Not To", di Dan + Shay (2017)

## Doppiatrici Italiane
Nelle versioni in italiano dei suoi lavori, Katie Stevens è stata doppiata da:
- Gea Riva in Faking It - Più che amiche
- Gemma Donati in CSI: Immortality
- Rossa Caputo in The Bold Type
- Giulia Franceschetti in Polaroid